# 悉尼·克罗斯
悉尼·克罗斯（英語：Sidney Cross，1891年1月5日—1964年10月7日），英国男子竞技体操运动员。他曾获得1912年夏季奥运会体操比赛男子团体全能铜牌。他也参加了1920年夏季奥运会。